# Chelín de África Oriental
El chelín era la moneda emitida para uso en zonas controladas por la Corona británica en el este de África desde 1921 hasta 1969. Fue producido por la Junta Monetaria de África Oriental.

## Historia

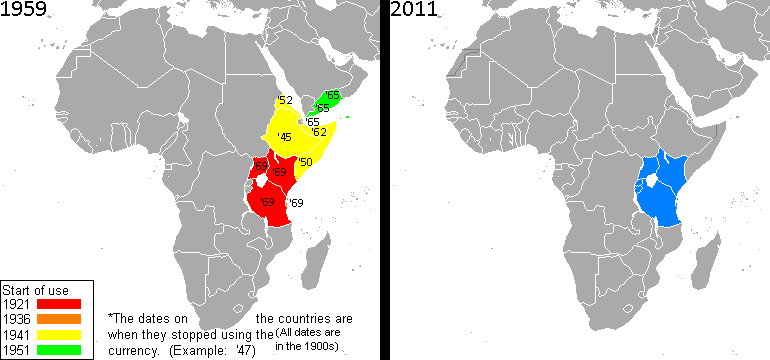
Países que en su época colonial usaron el chelín del África oriental (en rojo), y los países que probablemente adopten el segundo chelín en 2015 (en azul).

La libra esterlina se dividía en veinte chelines, y es normal considerar al chelín una dependencia subsidiaria de la libra. Sin embargo, en África Oriental Británica, a pesar de que veinte chelines eran iguales en valor a una libra esterlina, el chelín fue siempre la principal unidad de cuenta. Esta situación era única entre todas las dependencias del Imperio británico.
El chelín de África oriental se introdujo en Kenia, Tanganica (actual Tanzania continental), y Uganda en 1921, en sustitución del florín de África del este, una unidad monetaria de corta duración, a razón de 2 chelines = 1 florín. El Florin sufrió una fuerte decadencia, y ese fenómeno fue una consecuencia del aumento del precio de la plata que se produjo a raíz de la Primera Guerra Mundial. En ese momento, la rupia india era la moneda de los Estados del África Oriental Británica. La rupia, siendo una moneda de plata subió de valor respecto a la libra esterlina. Cuando llegó al valor de dos chelines, las autoridades decidieron sustituirla por el Florin. En 1936, Zanzíbar se unió a la Junta Monetaria de África Oriental, y la rupia de Zanzíbar fue reemplazada a una tasa de 1,5 chelines África Oriental = 1 rupia de Zanzíbar. El chelín fue reemplazado por las monedas locales (chelín keniano, chelín ugandés y el chelín tanzano) después de la independencia de las colonias.
En 1951, el chelín de África oriental sustituyó a la rupia india en la colonia y protectorado de Adén, que se convirtió en la Federación de Arabia del Sur en 1963. En 1965, la Junta Monetaria del África Oriental se disolvió, y el dinar de Yemen del Sur sustituyó el chelín en la Federación de Arabia del Sur a razón de 20 chelines = 1 dinar.
El chelín se utilizó también en partes de lo que hoy es Somalia, Etiopía y Eritrea cuando estaban bajo control británico. Antes de 1941, estas áreas, en aquel entonces conocida como África Oriental Italiana estaban usando la lira del África Oriental italiana. En 1941, como resultado de la Segunda Guerra Mundial, Gran Bretaña retomó el control y se introdujo el chelín, a razón de 1 chelín = 24 liras. Somalia italiana fue devuelta a Italia en 1949 como una Administración Fiduciaria de las Naciones Unidas y pronto se introdujo el somalo en reemplazo del chelín, se cambió a la par. Somalia británica se independizó en 1960, y se unió a lo que había sido Somalia italiana para crear Somalia. Somalia utilizó el chelín somalí que sustituyó a la par al chelín de África oriental, que un año después perdió su condición de moneda de curso legal en 1961. Etiopía recuperó su independencia en 1941, con el apoyo británico y empezó a usar el chelín de África oriental. El tálero de María Teresa, la rupia india, y la libra egipcia también fueron moneda de curso legal al principi, pero en 1944 el Birr reemplazó a dichas unidades monetarias. La plena soberanía fue restaurada a finales de 1944, y el birr etíope fue reintroducida en 1945 a una tasa de 1 birr = 2 chelines. Eritrea fue conquistada por los italianos en 1941, y empezó a usar el chelín de África oriental, así como la libra egipcia, la lira se dejó de usar en 1942. Eritrea pasó a formar una federación con Etiopía en 1952, y el birr, que ya estaba en uso en Etiopía, fue aprobado en Eritrea.

### Posible introducción del Segundo Chelín de África Oriental
Una nueva versión de la moneda ha sido propuesta por la Comunidad del África Oriental, conformada por Kenia, Tanzania, Uganda, Ruanda y Burundi. Previamente, se estimaba que el segundo chelín del África Oriental se introduciría en circulación en 2012, pero los estudios que actualmente guían el proceso, se estimó que sería mejor emplear el segundo chelín a partir de 2015 - aunque los funcionarios de la Unión Europea pronostican que llevará más tiempo.

## Monedas
En 1921, monedas de bronce 5 y 10 centavos (perforadas en el centro) y monedas de plata de 50 centavos y 1 chelín fueron introducidos. Monedas de bronce con perforación en el centro de 1 centavo completaron la serie en 1922. La plata fue sustituido por cuproníquel en 1948. Las últimas monedas acuñadas en el nombre de África oriental fueron fechadas en 1964, momento en que las colonias habían obtenido la independencia.

## Billetes
En 1921, los billetes emitidos por la Junta Monetaria del África Oriental estaban valuados en 5, 10, 20, 100, 200, 1000 y 10 000 chelines. En 1943, se imprimieron por única vez billetes de 1 chelín. Los billetes de 1000 chelines se emitieron hasta 1933, y los de 10 000 chelines dejaron de producirse en 1947. El resto de denominaciones se publicaron hasta 1964.